# Октонаути
Октонаути (енглески The Octonauts) је британска дечија телевизијска серије, у продукцији Силвергејт медија за ББЦ канал. Серија је анимирана у Ирској, али користи британске гласовне глумце. ТВ серија је заснована на серијалу америчко-канадских дечјих књига написаних од стране Вики Вонг.

## Радња серије
Октонаути прати тим подводних истражитеља састављену од стилизованих антропоморфних животиња. Тим се састоји од осам авантуриста који живе у подморској бази „Октоподу“, одакле иду на подводне авантуре уз помоћ флоте водених возила.
Радња подсећа на Звездане стазе, помешане са причом о Жаку Кустоу. Иако серија припада научној фантастици у погледу на своју технологију, егзотичне створења и локације које посада сусреће су праве морске животиње у њиховим природним стаништима.

## Ликови
1. Капетан Боривоје (енг. Captain Barnacles), поларни медвед, капетан Октонаута
2. Поручник Квази (енг. Lieutenant Kwazii), неустрашиви мачор са повезом преко ока и пиратском прошлошћу, криптозоолог
3. Октор (енг. Peso), пингвин, лекар Октонаута са шпанским акцентом, има и млађег брата Пинта који се појављује повремено
4. Професор Мастилов (енг. Professor Inkling), дамбо октопод (лат. Grimpoteuthis), професор који је окупио Октонауте и повео их у подводне авантуре
5. Станислав (енг. Shellington Dr), морска видра, научник са шкотским акцентом
6. Тика (енг. Tweak), зечица, инжењер и проналазач
7. Цртица (енг. Dashi), керуша, фотограф и ИТ стручњак Октонаута
8. Сенди (енг. Tunip), полу биљка, пулу животиња, кувар који прича на језику који једино Станислав разуме

## Приказивање
Серија је почела да се приказује од октобра 2010. године на ББЦ-јевој телевизији CBeebies. Друга сезона је почела да се емитује у новембру 2012, а трећа сезона од септембра 2013. За америчко тржиште серија се приказивала на Дизни јуниор каналу од јануара 2012, а на српском тржишту серија се приказивала на каналу Мини.